# Västsvenska handelskammaren

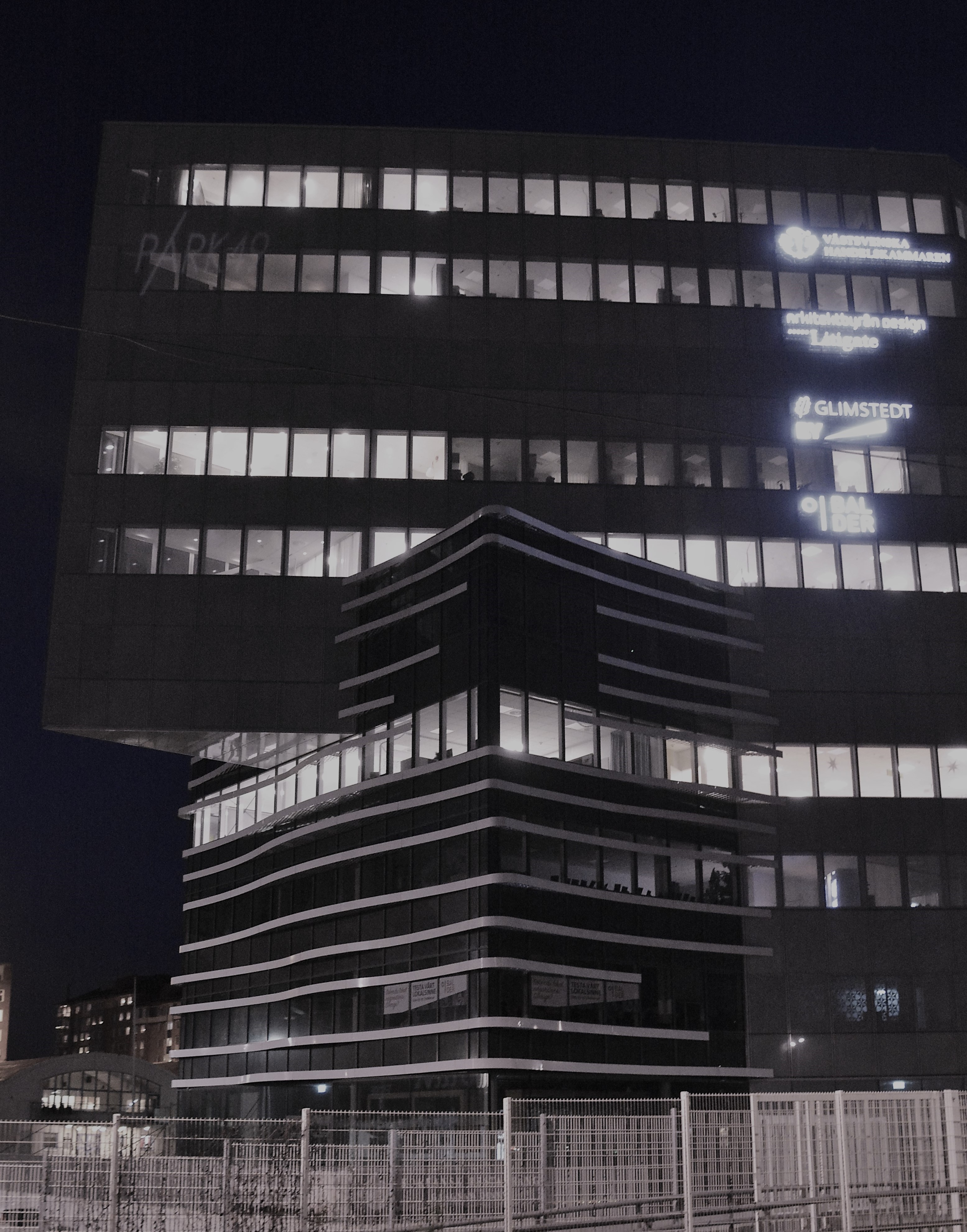
Västsvenska handelskammarens huvudkontor Park 49, Parkgatan 49

Västsvenska handelskammaren är en organisation för näringslivet i Västra Götalands län samt för Kungsbacka och Varberg i Hallands län. Organisationen grundades år 1661 i Göteborg som ett "Köp- och handelsgille". 
Västsvenska Handelskammaren är en privat partipolitiskt oberoende näringslivsorganisation med över 2 900 medlemsföretag från hela Västsverige.

## Organisation
Västsvenska handelskammaren är indelad i fyra regioner och har kontor på fem orter i Västsverige. Huvudkontoret ligger i Göteborg och ett representationskontor finns i Stockholm. VD är Johan Trouvé. Styrelsens ordförande är Charlotte Ljunggren, Flygplatsdirektör på Göteborg Landvetter Airport. Charlotte valdes till ordförande 2018.
- Fyrbodal - kontor i Trollhättan och Uddevalla
- Boråsregionen - kontor i Borås
- Skaraborg - kontor i Lidköping och Skövde
- Huvudkontor i Göteborg

## Verksamhet
Handelskammaren arbetar bland annat för att förbättra Västsveriges infrastruktur. Fokus ligger på väg- och flygförbindelser, som att exempelvis skapa fler direktförbindelser från Göteborg - Landvetter flygplats. Under senare tid har handelskammaren verkat för järnväg och kollektivtrafik och att skapa bättre relationer mellan skola och näringsliv, vilket tar sig uttryck i att handelskammaren arbetar för att Västsverige ska kunna värva och behålla fler internationella högskolestudenter.
Handelskammaren är också varm förespråkare för Västlänken och dess finansiering Trängselskatt. Enligt Handelskammaren är Västlänken en förutsätting för Landvetter Flygplats överlevnad. Under valuptakten 2014 finansierade man också bland annat gräsrotsnätverket "Ja till trängselskatt".
Dessutom tillhandahåller handelskammaren olika tjänster för att underlätta företagens verksamhet, som till exempel affärsnätverk, utbildningar, konsulttjänster inom internationell handel, samt juridiska tjänster.